# Бесьник (Тарновський повіт)
Бесьник (пол. Bieśnik) — село в Польщі, у гміні Заклічин Тарновського повіту Малопольського воєводства.
Населення — 247 осіб (2011).
У 1975-1998 роках село належало до Тарновського воєводства.

## Демографія
Демографічна структура станом на 31 березня 2011 року:
|          | Загалом | Допрацездатний вік | Працездатний вік | Постпрацездатний вік |
| -------- | ------- | ------------------ | ---------------- | -------------------- |
| Чоловіки | 121     | 36                 | 73               | 12                   |
| Жінки    | 126     | 33                 | 71               | 22                   |
| Разом    | 247     | 69                 | 144              | 34                   |